# 포스파티딜글리세롤

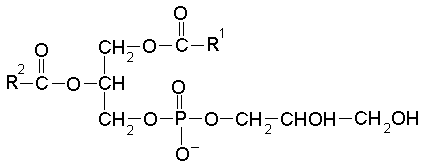
R^{1} 과 R^{2}가 지방산 곁사슬인 포스파티딜글리세롤의 일반적인 화학 구조

포스파티딜글리세롤(영어: phosphatidylglycerol)은 폐 계면활성제와 지질 개폐 이온 통로를 직접적으로 활성화시키는 원형질막에서 발견되는 글리세로인지질이다.
포스파티딜글리세롤의 일반 구조는 L-글리세롤 3-인산 골격이 1번 탄소와 2번 탄소에서 포화 지방산 또는 불포화 지방산과 에스터 결합된 구조로 구성된다. 머리 부분의 치환된 글리세롤은 포스포모노에스터를 통해 결합된다. 포스파티딜글리세롤은 계면활성제의 전구체이며 신생아의 양수에서 계면활성제의 존재(>0.3)는 태아의 폐 성숙을 나타낸다.
폐포 벽 표면적의 약 98%는 I형 세포이며, 폐포 벽의 약 2%는 폐 계면활성제를 생성하는 II형 세포이다. II형 세포에서 계면활성제가 일단 분비되면 남아 있는 I형 세포 표면에 계면활성제를 퍼뜨려야 한다. 포스파티딜글리세롤은 I형 세포 표면에 계면활성제를 퍼뜨리는 데 중요한 역할을 하는 것으로 생각된다. 미숙아의 주요 계면활성제 결핍은 5% 미만의 폐 계면활성제 인지질을 포함하더라도 포스파티딜글리세롤의 부족과 관련이 있다. 포스파티딜글리세롤은 포스포라이페이스 D를 사용하여 풍부한 인지질인 포스파티딜콜린의 머리 부분의 교환에 의해 합성된다.

## 생합성

포스파티딜글리세롤의 생합성

포스파티드산은 CTP와 반응하여 피로인산을 방출하면서 CDP-다이아실글리세롤을 생성한다. 글리세롤 3-인산은 CDP-다이아실글리세롤과 반응하여 포스파티딜글리세롤 인산을 생성하고 CMP는 방출된다. 인산기는 가수분해되어 포스파티딜글리세롤을 형성한다. 포스파티딜글리세롤은 CDP-다이아실글리세롤과 결합하여 카르디올리핀 생성효소의 작용에 의해 CMP를 방출하고 카르디올리핀을 생성한다.
2개의 포스파티딜글리세롤은 미토콘드리아 내막의 구성 분자인 카르디올리핀을 생성한다. 진핵세포의 미토콘드리아에서 포스파티딜글리세롤은 카르디올리핀 생성효소에 의해 촉매되는 반응에서 CDP-다이아실글리세롤과 반응하여 카르디올리핀으로 전환된다.

## 같이 보기
- 글리세롤
- 카르디올리핀
- 지질 개폐 이온 통로